# Tropidophorus davaoensis
Espèce
Statut de conservation UICN

 LC  : Préoccupation mineure
Tropidophorus davaoensis est une espèce de sauriens de la famille des Scincidae.

## Répartition

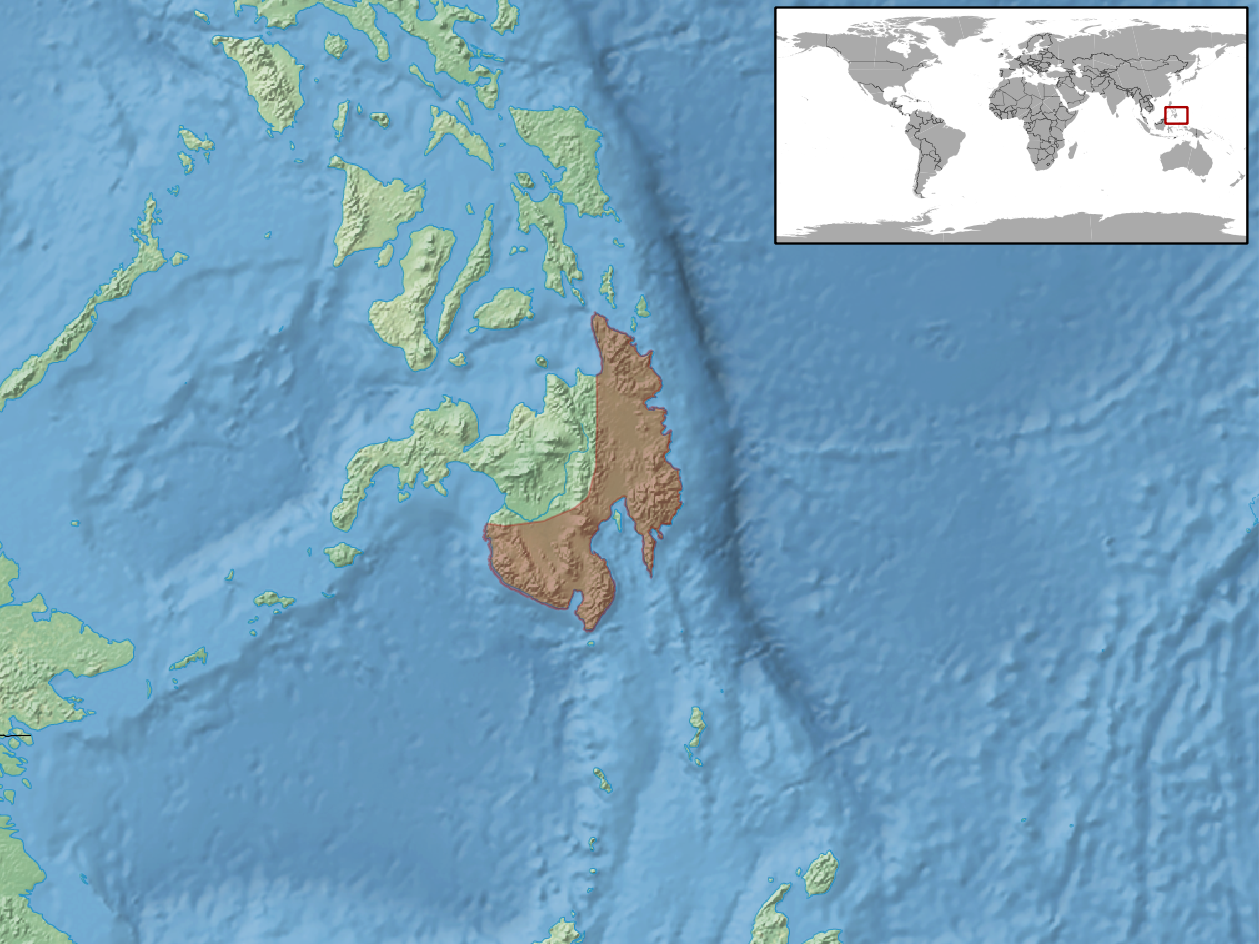
Répartition de l'espèce.

Cette espèce est endémique de Mindanao aux Philippines.

## Étymologie
Son nom d'espèce, composé de davao et du suffixe latin -ensis, « qui vit dans, qui habite », lui a été donné en référence au lieu de sa découverte, la région de Davao.

## Publication originale
- Brown & Alcala, 1980 : Philippine Lizards of the family Scincidae. Silliman University natural science monograph series, p. 1-246.